# 田自福
田自福，直隶（今河北深州）人，是一名清朝政治人物。
田自福曾于1803年接替李廷敬任苏松道道员一职，1803年由李廷敬接任。